# Lalinci
Lalinci (en serbe cyrillique : Лалинци) est un village de Serbie situé dans la municipalité de Ljig, district de Kolubara. Au recensement de 2011, il comptait 223 habitants.

## Démographie
| 1948 | 1953 | 1961 | 1971 | 1981 | 1991 | 2002 | 2011 |
| ---- | ---- | ---- | ---- | ---- | ---- | ---- | ---- |
| 590  | 599  | 582  | 498  | 415  | 340  | 309  | 233  |

|  |